# Ibrahim Wasif
Ibrahim Wasif (arab. إبراهيم واصف, ur. 4 listopada 1908 w Port Saidzie, zm. 17 maja 1975) – egipski sztangista. Brązowy medalista olimpijski z Berlina.
Zawody w 1936 były jego jedynymi igrzyskami olimpijskimi. Zajął trzecie miejsce w wadze lekkociężkiej. Pobił jeden rekord świata.